# 조 맨친
조지프 "조" 맨친 3세(영어: Joseph "Joe" Manchin III, 1947년 8월 24일 ~ )는 미국 민주당 소속의 정치인이다. 웨스트버지니아 하원의원을 지냈으며. 그는 현재 웨스트 버지니아주 상원 의원 중 한 명이다.

## 역대 선거 결과
| 선거명        | 직책명                           | 대수  | 정당   | 득표율  | 득표수    | 결과 | 당락                           |
| ------------- | -------------------------------- | ----- | ------ | ------- | --------- | ---- | ------------------------------ |
| 1986년 재선거 | 상원의원 (웨스트버지니아 제14부) | 67대  | 민주당 | 65.87%  | 17,284표  | 1위  | 웨스트버지니아 주의원 당선     |
| 1988년 선거   | 상원의원 (웨스트버지니아 제14부) | 69대  | 민주당 | 100.00% | 29,792표  | 1위  | 웨스트버지니아 주의원 당선     |
| 1990년 선거   | 상원의원 (웨스트버지니아 제13부) | 70대  | 민주당 | 100.00% | 33,218표  | 1위  | 웨스트버지니아 주의원 당선     |
| 2000년 선거   | 웨스트버지니아 주무장관          | 27대  | 민주당 | 89.44%  | 478,489표 | 1위  | 웨스트버지니아주 주무장관 당선 |
| 2004년 선거   | 웨스트버지니아 주지사            | 34대  | 민주당 | 63.51%  | 472,758표 | 1위  | 웨스트버지니아 주지사 당선     |
| 2008년 선거   | 웨스트버지니아 주지사            | 34대  | 민주당 | 69.78%  | 492,697표 | 1위  | 웨스트버지니아 주지사 당선     |
| 2010년 재선거 | 상원의원 (웨스트버지니아 제1부)  | 111대 | 민주당 | 53.47%  | 283,358표 | 1위  | 웨스트버지니아주 상원의원 당선 |
| 2012년 선거   | 상원의원 (웨스트버지니아 제1부)  | 113대 | 민주당 | 60.58%  | 399,939표 | 1위  | 웨스트버지니아주 상원의원 당선 |
| 2018년 선거   | 상원의원 (웨스트버지니아 제1부)  | 116대 | 민주당 | 49.57%  | 290,510표 | 1위  | 웨스트버지니아주 상원의원 당선 |